# خايمي خيل دي بيدما
خايمي جيل دي بيدما إي ألبا (بالإسبانية: Jaime Gil de Biedma)‏ (13 نوفمبر 1929 - 8 يناير 1990)، هو شاعر إسباني في فترة ما بعد الحرب الأهلية الإسبانية. توفي في 8 يناير 1990 بسبب مضاعفات مرض الإيدز.

## روابط خارجية
- خايمي خيل دي بيدما في قاعدة بيانات الأفلام على الإنترنت